# Trycherus spinipes
Trycherus spinipes es una especie de coleóptero de la familia Endomychidae.

## Distribución geográfica
Habita en el oeste de África.